# Я тебя люблю (фильм, 2010)
«Я тебя люблю» — фильм-эксперимент, снятый непрофессиональными актёрами с помощью ручных камер Full HD. Премьера состоялась на Роттердамском кинофестивале в 2011 году.
В России показ картины осуществляется в формате клубного проката.

## История создания
В 2009 году в Ростовской области появилось объявление о том, что для киносъёмок требуются молодые люди. В кастинге приняли участие около 1700 человек. По словам режиссёра Александра Расторгуева, в результате отбора были оставлены самые талантливые. Вместе с камерами они получили задание снять самих себя.

## Содержание

### 1-я часть. Аудиовизуальная фиксация
В начале фильма зрители видят фрагмент приказа начальника УВД Азовского района Ростовской области о том, что усиление мер по борьбе с коррупцией требует введения аудиовизуальной фиксации следственных мероприятий.
Затем идут кадры из жизни сотрудника уголовной инспекции, который, работая на камеру, предельно вежливо опрашивает подозреваемых, покупает в магазине шампанское, общается с коллегами, занимается домашними делами. В какой-то момент в объектив попадает молодая ростовчанка, которая, всхлипывая, жалуется в пустоту, что ей «не хватает воздуха: посиделки дома, обсуждение политики, кризиса — тупо, глупо, невыносимо».
Потом в течение нескольких секунд — шелест, шорох, шёпот и чёрный экран. Камера украдена, она попадает в руки молодых людей.

### 2-я часть. Оперативные материалы
Начинается хоум-видео, и теперь зрители наблюдают за жизнью Кузи, Бубы, Саши и других ребят. Они катаются на машине, едят, шатаются по городу, пускают мыльные пузыри, ссорятся с девушками, пытаются заработать. Один из них жалуется, что его зарплата за последний месяц составила 2500 рублей. Двое других пытаются создать оформительское агентство и предлагают заказчикам дизайн в виде шариков.
Герои много рассуждают о любви, верности, и Кузя гордится тем, что «ни разу ни одной тёлке цветов не подарил». Его товарищи тоже бравируют циничным отношением к девушкам.
Однако в конце фильма один из героев, уйдя в армию, искренне радуется, когда приехавшая к нему подруга сообщает, что беременна. А Кузя, отправляясь в гости к девушке, вдруг останавливается у цветочного киоска и покупает розу. Потом набирает номер, обнаруживает, что абонент не доступен, и впадает в состояние абсолютного отчаяния.

## Прокатная судьба
На экранах кинотеатров фильм так и не появился, он существует в рамках клубного проката. Корреспондент «Новых известий» считает, что фильм годен к показу «либо в немом варианте, либо на таком гипотетическом канале, который автоматически отключается при появлении малолетних в радиусе десяти метров».
Режиссёр Павел Бардин («Известия») рассуждает о том, что авторскому кино вообще и фильму Расторгуева и Костомарова в частности изначально был закрыт доступ на широкий экран, поскольку артхаус несёт «клеймо ограниченного проката».
В эфире телеканала «Дождь» актёр и педагог Виктор Рыжаков предлагает авторам картины, о которой «по Москве ходят легенды», не сетовать на судьбу.
Корреспондент агентства «Интерфакс», говоря об аншлагах, которые подогреваются самими авторами картины, назвал «Я тебя люблю» первым блокбастером русского клубного проката.

## Отклики и рецензии
Фильм вызвал достаточно большое количество откликов. Так, по мнению рецензента газеты «Коммерсантъ», главный эффект от «Я тебя люблю» заключается в том, как «вроде бы неконтролируемые речевые потоки сплетаются в завораживающий узор».
Михаил Ратгауз («Сеанс») пришёл к выводу, что духоподъёмная сила картины не имеет ничего общего с благостью.
Наиля Гольман в материале журнала «Афиша» увидела на экране «живое и смешное кино», которое складывается «из кухонных разговоров, бытовых философствований и дворовых афоризмов».
Кинокритик Зара Абдуллаева («Искусство кино») обнаружила в героях «диковатых людей», которые, тем не менее, «охвачены жаром нежных неразработанных душ».
В то же время издание «Piter. TV» рассказало о том, что часть зрителей во время просмотра уходила из зала, считая, что «это чернуха».

## Границы между жанрами
Определённые дискуссии были вызваны вопросом, к какому жанру отнести ленту «Я тебя люблю». Так, Наиля Гольман заметила, что на примере отдельных эпизодов можно рассмотреть границу между авторской режиссурой и «попытками документального подглядывания».
Виктор Матизен пришёл к выводу, что это кино не документальное и не игровое, а реальное или «наигранное, но лишь отчасти».

## Создатели фильма
- Павел Костомаров, Александр Расторгуев — режиссёры
- Павел Костомаров, Сусанна Баранжиева — сценарий
- Александр Роднянский, Сергей Мелькумов — продюсеры
- Александр Глотов, Алина Лурье, Александр Вартаньянц, Анна Салмыгина, Артём Сотников, Виктория Шевцова, Владислав Кузьменко — участники

## Награды
- Кинопремия «Ника» (Москва, 2011) — номинация «Лучший неигровой фильм»[10]
- XIV международный фестиваль «ДебоширФильм — Чистые грёзы» (Петербург, 2011) — специальный приз жюри[11]